# 枸杞
枸杞，又稱枸檵，是茄科枸杞屬的一個物種，果实称枸杞子，嫩叶称枸杞头，其根皮称为地骨皮。与本种相似的近缘物种有寧夏枸杞（L. barbarum），两者经常用作中药及補品食用。

## 形态
落叶灌木，高1.5—2米；枝条细长，先端常弯曲，茎丛生有短刺；叶卵状披针形，互生或数片丛生；夏秋开淡紫色花，一二朵簇生；卵圆形红浆果；扁肾形种子。

## 中藥
本种的果實、根皮及葉子均可入藥。明代李时珍《本草纲目》记载：“春采枸杞叶，名天精草；夏采花，名长生草；秋采子，名枸杞子；冬采根，名地骨皮。”

## 枸杞營養分析
枸杞的主要藥用種類為宁夏枸杞，主要具生理調節作用之有效成分包括多醣體（polysaccharides）、玉米黃質（zeaxanthine）、甜菜鹼（betaine）、腦苷酯（cerebrosides）、牛磺酸（taurine）、東莨萣素（scopoletin）、吡咯衍生物（pyrrole derivatives），及微量元素，如鋅、鐵、銅。

## 枸杞多醣功效
研究顯示枸杞多醣體具有抗氧化、免疫調節、再生修復、抗糖尿病、抗骨質疏鬆、抗 腫瘤、抗疲勞、抗輻射、護肝及神經保護等作用。
- 枸杞多醣(LBPs)抗氧化功能:顯著提高血清中超氧化物歧化酶(superoxide dismutase, SOD)及穀胱甘肽過氧化物酶(glutathione peroxidase, GSH-Px)活性並顯著降低丙二醛(MDA)(1*)含量及清除自由基功能。
- 枸杞多醣免疫功能：對於樹突狀細胞(dendritic cells)(1*)、巨噬細胞、T/B淋巴細胞和自然殺手 (NK) 細胞具有顯著的免疫調節功能。許多研究證實，枸杞多醣(LBPs)的免疫調節能力是很重要的功能。枸杞多醣(LBPs)對脾臟中的單核球(3*) 具有顯著促進增殖作用，增加CD4(+)(4*)至CD8(+)(5*)  T細胞數量，促進巨噬細胞分泌細胞激素(6*)。枸杞多醣萃取物具有顯著免疫調節活性功能。強化免疫活性包含抑制癌細胞增生、延緩細胞週期生長、促進細胞凋亡。
- 枸杞多醣(LBPs)神經保護作用：藉由抑制氧化壓力並增加SOD、CAT、GSH-Px、降低活性氧濃度、抑制JNK路徑、降低發炎反應、抑制神經細胞不正常分化、降低興奮性毒性(glutamate toxicity)、改善缺血性視網膜神經病變等機制產生神經保護作用。
- 枸杞多醣(LBPs)抗腫瘤功能研究：在對於抑制大鼠膠質瘤生長作用及其潛在調控機制研究中發現，可能與促進CD[8]+T細胞(1*)與血腦障壁調節進入大腦抑制腫瘤生長有關。枸杞多醣體(LBPs)對人類肝癌細胞活力、細胞週期和凋亡影響研究顯示，枸杞多醣可以抑制細胞生長，使細胞週期阻滯在S期(2*)，並誘導細胞凋亡，表明枸杞多醣(LBPs)通過誘導細胞凋亡、誘導細胞週期停滯而阻止癌細胞增生。研究發現，枸杞多醣(LBPs)可能透過以下機制達到抗癌效果:降低細胞活力(抑制腫瘤生長)、調節細胞凋亡(誘導走向細胞凋亡)、調節細胞週期(將細胞阻斷在G1期)(3*)、調節免疫活性(增強免疫力);最終降低癌細胞活性，達到抑制癌細胞發展。[7][8][9][10]

### 枸杞子

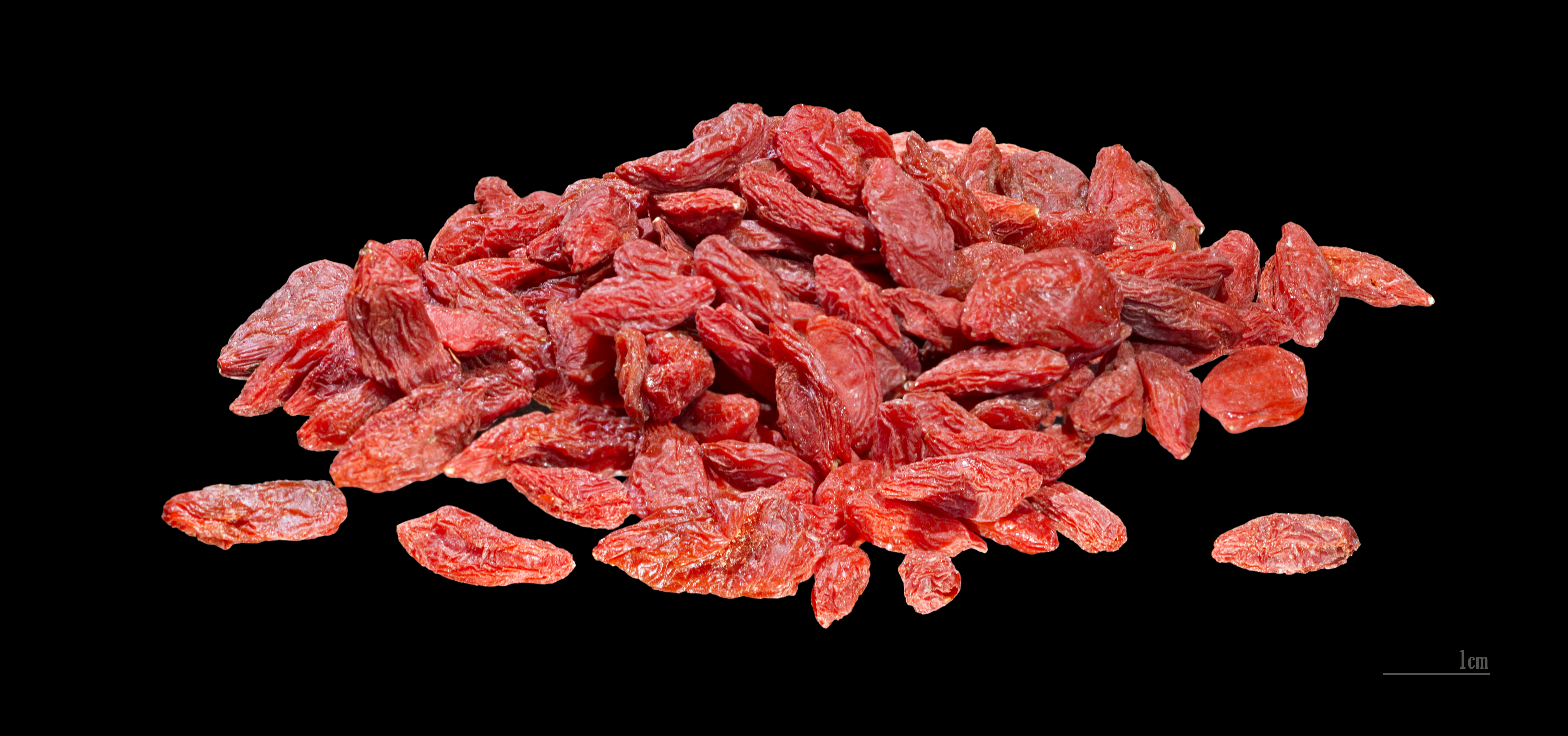
枸杞子

枸杞子是摘取枸杞果實曬乾而成，又稱作地骨子、甘杞、杞子、枸忌、苦杞、血杞、天精子，為平性中藥。
枸杞子滋补肝肾，益精明目。用于虚劳精亏，腰膝酸痛，眩晕耳鸣，内热消渴，血虚萎黄，目昏不明。枸杞子色赤屬火，因能補精壯陽，故俗謂：離家千里，勿食枸杞。

### 地骨皮
地骨皮是剝取枸杞根皮，以熟甘草湯浸一宿後乾燥而成，又稱作杞根、地節、紅月附根、狗奶子棍、地仙，為涼性中藥。
地骨皮性味甘淡而寒，可降肺中伏火，瀉肝、腎虛熱，涼血而補正氣。

### 天精草
天精草是摘采枸杞叶後洗净而成，又稱作地仙苗、甜菜、枸杞尖、枸杞苗、枸杞菜、枸杞头。
天精草性味苦甘而涼，可清上焦心、肺客熱，亦可代茶而止消渴。

## 图片
- 枸杞酒和桑椹酒（明代）
- 枸杞的果實
- 枸杞的花和叶
- 枸杞的植株形态

## 延伸阅读
[在维基数据编辑]
 《欽定古今圖書集成·博物彙編·草木典·枸杞部》，出自陈梦雷《古今圖書集成》
 《植物名實圖考·枸杞》，出自吳其濬《植物名實圖考》